# Tamburmajor
En tamburmajor er ham eller hende, der går foran korpset/garden, når garden er ude at marchere. Han eller hun dirigerer garden på marchture og fører den gennem byen. Garden skal til en hver tid følge tamburmajoren for at fremstå som et velfungerende band.
| Job | Spire Denne artikel om et job eller en stillingsbetegnelse er en spire som bør udbygges. Du er velkommen til at hjælpe Wikipedia ved at udvide den. |